# Ligne 10 du tramway de Bruxelles
Pour les articles homonymes, voir Ligne 10.
La ligne 10 du tramway de Bruxelles est une ligne de tramway à Bruxelles reliant Hôpital Militaire à Neder-Over-Heembeek, à Churchill à Uccle. Elle est mise en service le 23 septembre 2024.

## Histoire
L'approbation de la ligne a été faite en 2020. Le début des travaux devait avoir lieu en 2022,, pour une ouverture en 2024.
Une partie des riverains sont opposés au projet et ont déjà organisé des manifestations contre celui-ci.
Après avoir réuni à plusieurs reprises des délégués de la Région, de la ville de Bruxelles, de la STIB ainsi que des citoyens et des entreprises, le tracé a été modifié, le début des travaux a été reporté à début 2023 et l'inauguration à 2025.
La construction de la ligne fut lancée le 18 janvier 2023, des premiers coups de pelles symboliques donnés par le bourgemestre Philippe Close, ainsi que les échevins de la Moblité, Bart Dhondt et Arnaud Pinxteren. En mai 2023, la STIB estime que les travaux devraient être terminés en décembre, permettant des premiers tests de circulation des trams pendant l'été 2024.
Le 21 septembre 2024, la nouvelle ligne est inaugurée par le roi Philippe.

## Projet
Le début de l'exploitation de la ligne a eu lieu le 23 septembre 2024. La ligne 10 relie depuis lors l'Hôpital Militaire à Churchill (Uccle) via l'axe de prémétro Nord-Midi, en remplacement de la ligne 3 dont le numéro disparaît en prévision de la création de la ligne 3 du métro.
Le tracé devait initialement se terminer à Rogier mais à cause des retards du métro 3 au Palais du Midi, la ligne continue provisoirement jusqu'à Churchill.

## Tracé et stations
Le trajet se calquera en partie sur celui de la ligne 3 dont le reste de la ligne est appelé à être remplacé par la ligne 3 du métro. La mise en service de la ligne entraînera également la suppression de la ligne de bus 57[réf. nécessaire].
Après avoir desservi la station Heembeek, la ligne emprunte un troncon unique à la rue Heembeek en desservant les stations Ancre et Zavelput, la ligne emprunte ensuite un virage d'environ 90° pour accéder à la rue Francois Vekemans, elle dessert ensuite la Place Peter Benoit et le Chemin Vert. Ensuite la ligne emprunte un site propre vers le Parc de Nelson Mandela. La ligne continue à gauche pour desservir l'arrêt Marguerite Yourcenar. Elle arrive maintenant à Simone Veil près du Solvay. La ligne contnue vers une longue distance en desservant les stations Mercator et sa station terminus Hôpital Militaire à proximité de l'hôpital militaire de Reine Astrid. Cette dernière est aussi à proximité de la commune de Vilvorde.

### Stations
Le trajet prévu est le suivant,,:
|  |   |  | Stations               | Lat/Long                    | Type     | Communes                                | Correspondances (métro et tram et bus) |
|  | - |  | ---------------------- | --------------------------- | -------- | --------------------------------------- | --- |
|  | ● |  | Hôpital Militaire      | 50° 54′ 29″ N, 4° 23′ 21″ E |          | Bruxelles-Ville (Neder-Over-Heembeek)   | (B) · (47) · (53) · (56) |
|  | ○ |  | Mercator               | 50° 54′ 30″ N, 4° 23′ 45″ E |          | Bruxelles-Ville (Neder-Over-Heembeek)   | (B) · (47) · (56) |
|  | ○ |  | Simone Veil            | 50° 54′ 19″ N, 4° 24′ 06″ E |          | Bruxelles-Ville (Neder-Over-Heembeek)   | (B) · (47) · (56) |
|  | ○ |  | Marguerite Yourcenar   | 50° 54′ 10″ N, 4° 23′ 53″ E |          | Bruxelles-Ville (Neder-Over-Heembeek)   | |
|  | ○ |  | Nelson Mandela         | 50° 53′ 56″ N, 4° 23′ 52″ E |          | Bruxelles-Ville (Neder-Over-Heembeek)   | (B) · (47) |
|  | ○ |  | Chemin Vert            | 50° 53′ 47″ N, 4° 23′ 37″ E |          | Bruxelles-Ville (Neder-Over-Heembeek)   | |
|  | ○ |  | Peter Benoit           | 50° 53′ 43″ N, 4° 23′ 18″ E |          | Bruxelles-Ville (Neder-Over-Heembeek)   | (B) · (53) · (56) |
|  | ○ |  | Zavelput               | 50° 53′ 39″ N, 4° 22′ 58″ E |          | Bruxelles-Ville (Neder-Over-Heembeek)   | |
|  | ○ |  | Ancre                  | 50° 53′ 25″ N, 4° 22′ 40″ E |          | Bruxelles-Ville (Neder-Over-Heembeek)   | |
|  | ○ |  | Heembeek               | 50° 53′ 15″ N, 4° 22′ 35″ E |          | Bruxelles-Ville (Laeken)                | (T) · (7) · (35) · (B) · (47) · (56) |
|  | ○ |  | Docks Bruxsel          | 50° 52′ 46″ N, 4° 22′ 16″ E |          | Bruxelles-Ville (Laeken)                | (T) · (7) · (35) · (B) · (56) · (58) |
|  | ○ |  | Mabru                  | 50° 52′ 33″ N, 4° 21′ 50″ E |          | Bruxelles-Ville (Laeken)                | |
|  | ○ |  | Jules De Trooz         | 50° 52′ 19″ N, 4° 21′ 39″ E |          | Bruxelles-Ville (Laeken)                | (T) · (62) · (93) · (B) · (N18) |
|  | ○ |  | Masui                  | 50° 52′ 09″ N, 4° 21′ 45″ E |          | Schaerbeek                              | (T) · (62) · (93) · (B) · (58) · (N18) |
|  | ○ |  | Thomas                 | 50° 51′ 56″ N, 4° 21′ 49″ E |          | Schaerbeek                              | (T) · (25) · (55) |
|  | ○ |  | Gare du Nord           | 50° 51′ 37″ N, 4° 21′ 37″ E | Prémétro | Schaerbeek                              | (T) · (4) · (25) · (55) · (B) · (14) · (20) · (58) · (61) · (88)                                                                                             |
|  | ○ |  | Rogier                 | 50° 51′ 19″ N, 4° 21′ 28″ E | Prémétro | Bruxelles-ville / Saint-Josse-Ten-Noode | (M) · (2) · (6) · (T) · (4) · (25) · (55) · (B) · (58) · (61) · (88) · (N18)                                                                                 |
|  | ○ |  | De Brouckère           | 50° 51′ 05″ N, 4° 21′ 11″ E | Prémétro | Bruxelles-ville                         | (M) · (1) · (5) · (T) · (4) · (B) · (29) · (46) · (71) · (88) · (89) · (N04) · (N05) · (N06) · (N08) · (N09) · (N10) · (N11) · (N12) · (N13) · (N16) · (N18) |
|  | ○ |  | Bourse                 | 50° 50′ 53″ N, 4° 20′ 58″ E | Prémétro | Bruxelles-ville                         | (T) · (4) · (B) · (33) · (46) · (48) · (95) · (N04) · (N05) · (N06) · (N08) · (N09) · (N10) · (N11) · (N12) · (N13) · (N16)                                  |
|  | ○ |  | Anneessens-Fontainas   | 50° 50′ 39″ N, 4° 20′ 44″ E | Prémétro | Bruxelles-ville                         | (T) · (4) · (B) · (33) · (48) · (N04) · (N05) · (N06) · (N08) · (N09) · (N10) · (N11) · (N12) · (N13) · (N16)                                                |
|  | ○ |  | Lemonnier              | 50° 50′ 24″ N, 4° 20′ 27″ E | Prémétro | Bruxelles-ville / Saint-Gilles          | (T) · (4) · (51) · (82) · (B) · (N13) |
|  | ○ |  | Gare du Midi           | 50° 50′ 12″ N, 4° 20′ 15″ E | Prémétro | Saint-Gilles                            | (M) · (2) · (6) · (T) · (4) · (51) · (81) · (82) · (B) · (48) · (49) · (50) · (73) · (78)                                                                    |
|  | ○ |  | Porte de Hal           | 50° 50′ 01″ N, 4° 20′ 36″ E | Prémétro | Saint-Gilles                            | (M) · (2) · (6) · (T) · (4) · (B) · (48) · (52) · (N12) |
|  | ○ |  | Parvis de Saint-Gilles | 50° 49′ 47″ N, 4° 20′ 48″ E | Prémétro | Saint-Gilles                            | (T) · (4) · (B) · (52) · (N12) |
|  | ○ |  | Horta                  | 50° 49′ 35″ N, 4° 20′ 46″ E | Prémétro | Saint-Gilles                            | (T) · (4) · (81) · (97) · (B) · (52) · (N12) |
|  | ○ |  | Albert                 | 50° 49′ 17″ N, 4° 20′ 32″ E | Prémétro | Forest / Saint-Gilles                   | (T) · (4) · (18) · (B) · (37) · (48) · (54) · (N11) |
|  | ○ |  | Berkendael             | 50° 49′ 04″ N, 4° 20′ 46″ E |          | Forest                                  | (T) · (4) |
|  | ○ |  | Vanderkindere          | 50° 48′ 49″ N, 4° 20′ 52″ E |          | Uccle                                   | (T) · (4) · (7) · (92) |
|  | ● |  | Churchill              | 50° 48′ 43″ N, 4° 21′ 14″ E |          | Uccle                                   | (T) · (7) |

## Exploitation de la ligne
La ligne 10 est exploitée par la STIB. Elle fonctionne environ entre 5 h et 1 h, tous les jours sur la totalité du parcours. Les tramways rallient Hôpital Militaire à Churchill en 50 minutes grâce à la traversée souterraine du centre de Bruxelles en empruntant l'axe prémétro Nord-Sud.
Elle est labellisée CHRONO, un nouveau label attribué par la STIB à ses lignes les plus performantes. Ce label garantit que cette ligne offre un service de qualité, proche de celle du métro, grâce à :
- Un trajet en site propre ;
- Une desserte rapide ;
- Des fréquences élevées ;
- Une excellente régularité ;
- L'utilisation de véhicules au confort élevé et spacieux.

### Fréquence
Les temps de parcours sont donnés à titre indicatif à partir du site de la STIB.
- En journée :
  - Du lundi au vendredi, avec un tram toutes les 5 minutes en heure de pointe et toutes les 7,30 minutes en heure creuse.
  - Du lundi au vendredi (petites vacances scolaires), avec un tram toutes les 6 minutes en heure de pointe et toutes les 8 minutes en heure creuse.
  - Du lundi au vendredi (grandes vacances), avec un tram toutes les 8 minutes en heure de pointe et toutes les 10 minutes en heure creuse.
  - Le samedi toutes les 7,30 et le dimanche avec un tram toutes les 10 minutes en après midi
- En soirée, avec un tram toutes les 12 à 15 minutes

### Matériel roulant
La ligne 10 est entièrement équipée et exploitée par des motrices T4000.

### Tarification et financement
La tarification de la ligne est identique à celles des autres lignes de tramway exploitées par la STIB ainsi que les réseaux urbains bruxellois TEC, De Lijn, SNCB et accessible avec les mêmes abonnements sauf au départ de Brussels Airport sur la ligne 12. Un ticket peut permettre par exemple 1, 5 ou 10 voyages avec possibilité de correspondance.
Le financement du fonctionnement de la ligne, entretien, matériel et charges de personnel, est assuré par la STIB.